# Sylvester Eijffinger

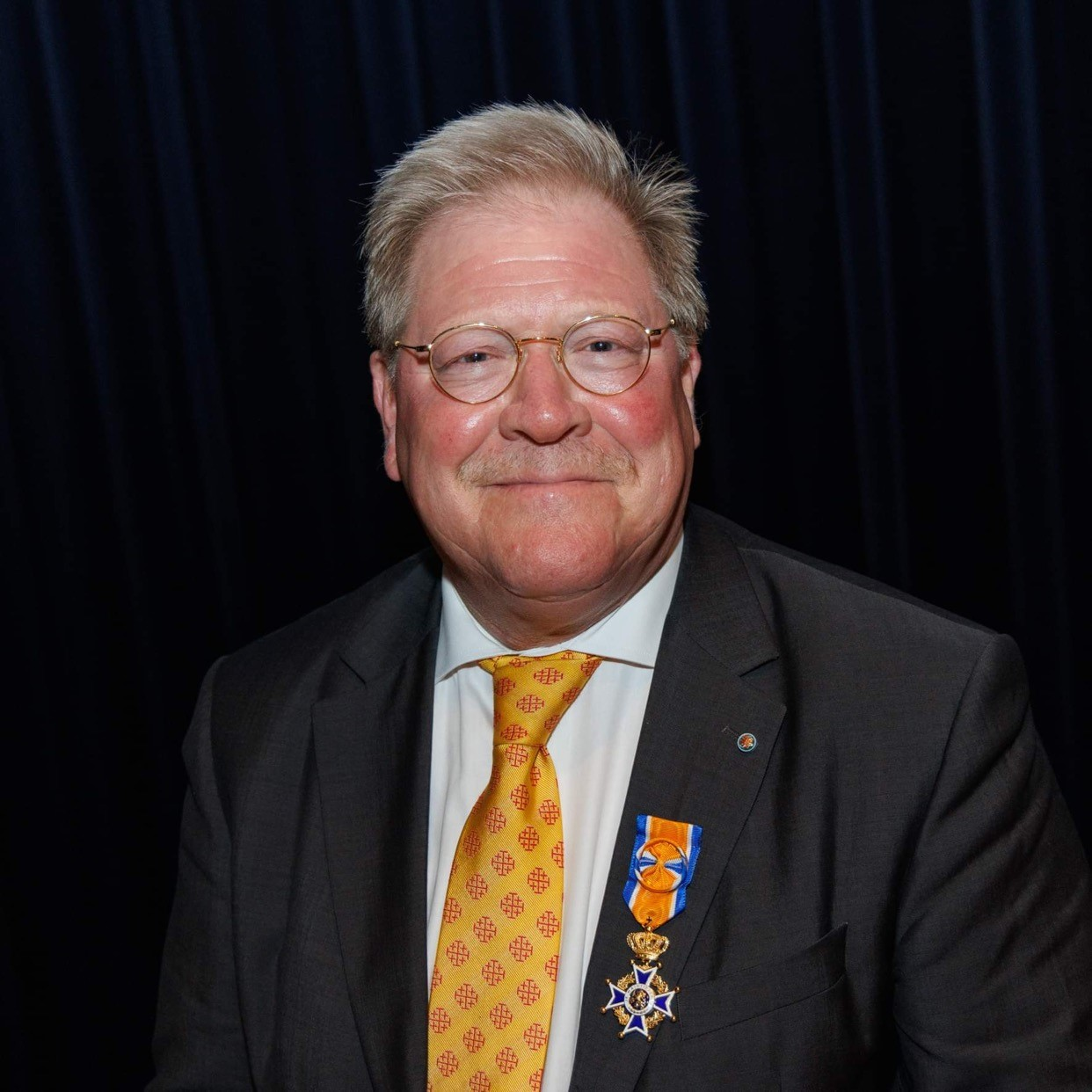
Sylvester Eijffinger (2023)

Sylvester Catharina Willem Eijffinger (Den Haag, 31 december 1953) is emeritus hoogleraar financiële economie aan de Tilburg University en Jean Monnet hoogleraar Europese financiële en monetaire integratie. Hij is verbonden aan het CentER for Economic Research in Tilburg, Centre for Economic Policy Research in Londen en CESifo Research Network in München.
Van 1994 tot 2004 was Eijffinger deeltijdhoogleraar monetaire economie aan het Departement European Economic Studies van het College of Europe (1994-2004) in Brugge. Tussen 1996 en 2000 was hij hoogleraar economisch beleid aan de Humboldtuniversiteit van Berlijn. Tussen 2005 en 2008 was hij lid van de Raad van Economisch Adviseurs van de Tweede Kamer. Hij was gasthoogleraar economie aan Harvard-universiteit. Hij is sinds 2000 het enige Nederlandse lid van het panel van economische en monetaire experts dat het Europese Parlement adviseert over de dialoog met de president van de Europese Centrale Bank. Eijffinger was in 2008-2009 lid van de Adviescommissie Toekomst Banken (Commissie Maas) die de basis legde voor de Code Banken. In 2012-2013 nam Eijffinger plaats in de Commissie Structuur Nederlandse Banken (Commissie Wijffels). Hij was sinds 2009 president van de UvT Sociëteit (later genaamd Tilburg University Society), tot hij met emeritaat ging op 9 oktober 2020.
Eijffinger publiceerde veelvuldig wetenschappelijke artikelen en was tien jaar lang 'mediatopper' van Tilburg University, zeker tijdens de eurocrisis 2009-2014 was hij een veelgevraagd duider in het publieke debat. Hij is Senator Grootkruis in de Constantijnse Orde van Sint-Joris, Ridder in de Orde van het Heilig Graf van Jeruzalem en Officier in de Orde van Oranje-Nassau. Hij kreeg verschillende onderscheidingen, waaronder de Koopmans Penning van Tilburg University (2020) en de Cobbenhagen Penning van de Vrienden van Cobbenhagen (2021).  
Eijffinger  wijlen economen Folkert de Roos (1920-2000) en Helmut Schlesinger (1924-2024) als zijn leermeesters. 
Olaf Sleijpen, in juni 2025 benoemd tot President van de Nederlandsche Bank als opvolger van Klaas Knot, was student-assistent van Eijffinger aan het Joint Vienna Institute in Wenen.  